# Tabliczka wotywna

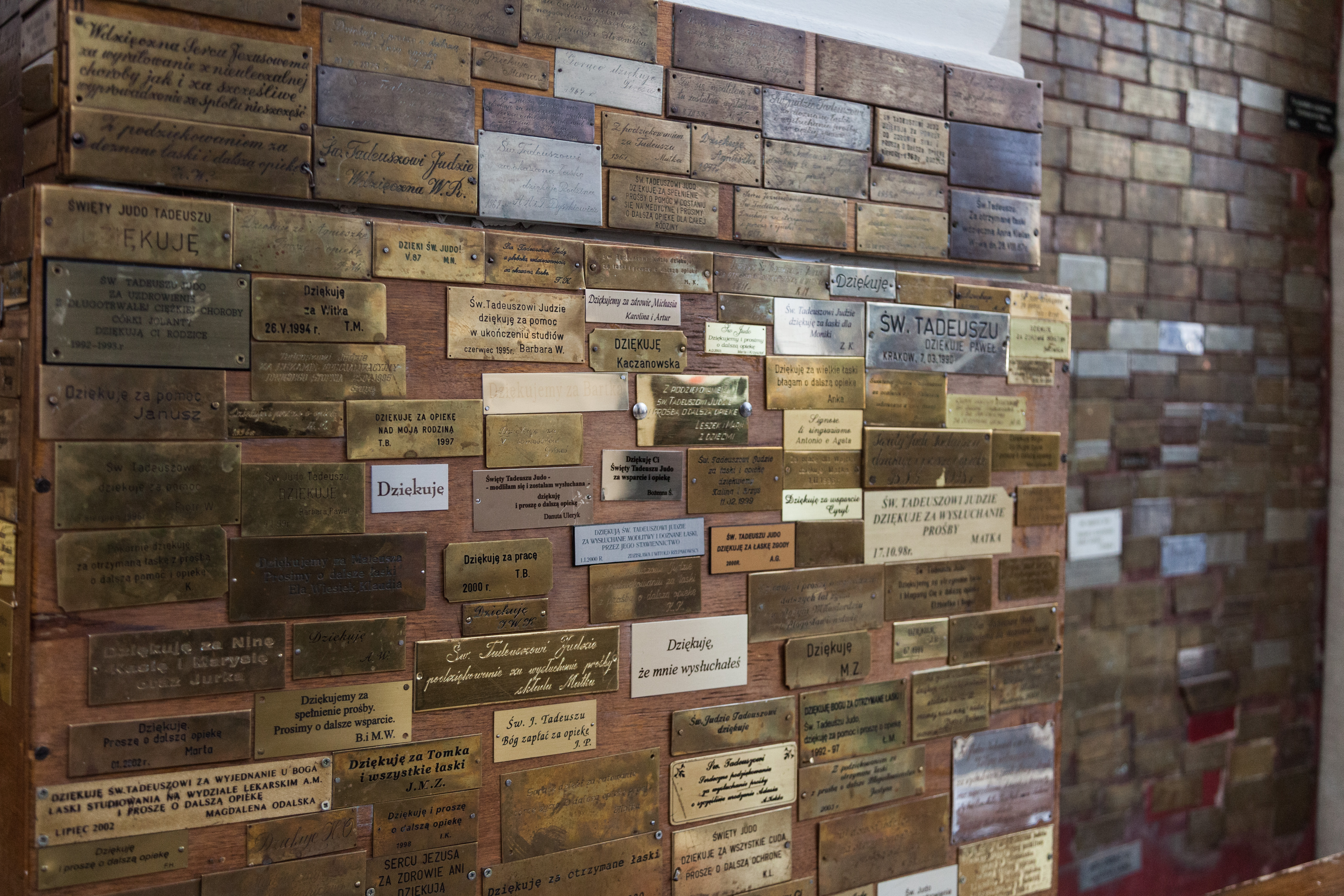
Tabliczki wotywne w kościele Św. Krzyża w Warszawie

Tabliczka wotywna (od łac. votum – przyrzeczona ofiara albo dar; ślubowanie, obietnica) – tabliczka ofiarowana w związku ze złożonymi ślubami albo w podzięce za wysłuchanie modlitewnego błagania. Składana w świątyniach, miejscach pielgrzymek lub w miejscu samego wydarzenia. Umieszczano na niej tekst, postacie święte (bóstw, patronów) lub scenę zdarzenia.
"Plakietki wotywne  były, zwłaszcza w miejskich ośrodkach pątniczych, dziełami rzemieślników cechowych, nieraz bardzo dobrych złotników. W mniejszych ośrodkach, a także w Częstochowie, tych najdoskonalszych mistrzów brakowało, jak widać po dość prymitywnym poziomie plakietek. Nie znano nazwisk złotników z wyjątkiem tych nielicznych, którzy oznakowali swe wyroby puncą, nie wiadomo też - zwłaszcza w przypadku plakietek przedstawiających zwierzęta kto był ich fundatorem"